# Afrocalathea
Afrocalathea là một chi thực vật có hoa trong họ Marantaceae.